# Albanische Staatsbürgerschaft
Die albanische Staatsbürgerschaft (Shtetësia) bestimmt die Zugehörigkeit einer Person zur Republik Albanien mit den zugehörigen Rechten und Pflichten. Das Staatsangehörigkeitsrecht folgt vor allem dem Abstammungsprinzip (ius sanguinis). Aktuell gilt das „Gesetz Nr. 113/2020 vom 29. Juli 2020 über die Staatsbürgerschaft“ (Ligj nr. 113/2020, datë 29 korrik 2020 për shtetësinë).

## Historisches
Das Millet-System hatte im osmanischen Reich, zu dem Albanien bis 1913 gehörte, eine gewisse völkisch-religiöse Unterscheidung geschaffen. Ein erstes modernes Staatsangehörigkeitsgesetz im osmanischen Reich erging 1869. Formal galten dessen Regeln bis 1928 weiter.

Vorschläge zur Grenzziehung 1912–14. Beschlossen wurde letztendlich das mittlere Gebiet im Protokoll von Florenz am 19. Dez. 1913. Insbesondere die Nordgrenze am Skutarisee und Gjakovë (= Djakova) war umstritten gewesen.

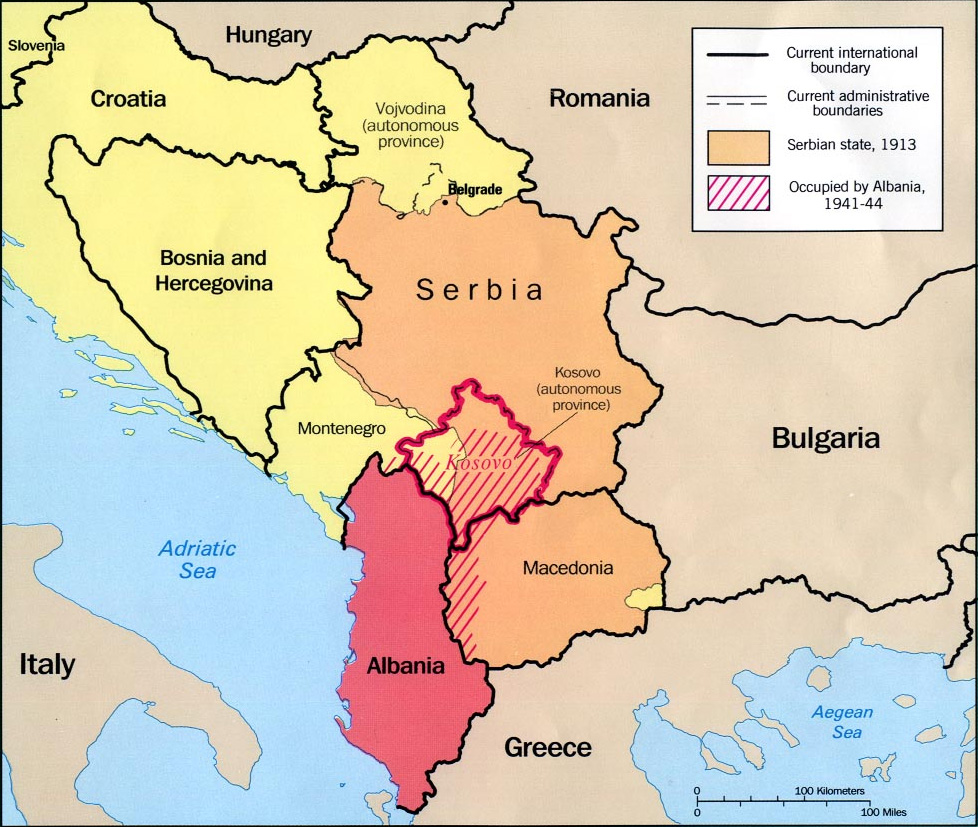
Albanische Grenzverläufe 1913–92.

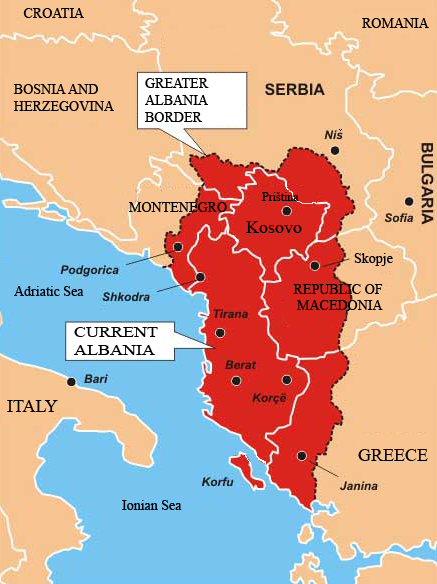
Heutige Grenzen und ein hypothetisches Großalbanien.

Die Türkei gab ihre Souveränität über Albanien auf der Konferenz von London 1913 auf. Ein Fürstentum bestand ab dem 29. Juni 1913. Durch das Protokoll von Florenz am 19. Dezember 1913 erhielt der Staat Nordepirus zugeschlagen.
Eine stabile Regierung unter dem Fürsten zu Wied kam nicht zu Stande; im Ersten Weltkrieg war Albanien von ausländischen Truppen besetzt. Eine erste Verfassung erging am 20. Januar 1920, gefolgt von einer Minderheitenschutzerklärung gegenüber dem Völkerbund, in der erstmals Grundsätze zur albanischen Staatsangehörigkeit erwähnt wurden. Auch die republikanische Verfassung vom 7. März 1925 enthielt keine Bestimmungen zur Staatsangehörigkeit. Die zum 1. Dezember 1928 errichtete konstitutionelle Monarchie geriet immer mehr unter italienische Kontrolle und wurde am 12. April 1939 mit diesem in Personalunion verbunden, nachdem Italien Albanien besetzt hatte.

### Zivilgesetzbuch
Das theoretisch weitergeltende osmanische Gesetz wurde durch die Bestimmungen des Zivilgesetzbuches vom 2. April 1928 abgelöst. Die pertinenten §§ 4–26 traten am 1. April 1929 in Kraft. Als Vorbild dienten die §§ 1–17 des italienischen Staatsangehörigkeitsgesetzes vom 13. Juni 1912. Ausführungsbestimmungen ergingen keine. Widerspruch folgte den allgemeinen Verwaltungsregeln. Es galt das Prinzip der Familieneinheit in der damals üblichen internationalen Variante, d. h. Ehefrauen und minderjährige Kinder folgten Statusänderungen des Mannes/Vaters, sofern dadurch keine Staatenlosigkeit eintrat. Staatsangehörigkeitssachen waren gebührenfrei. Diese Vorschriften blieben bis 1946 unverändert in Kraft.
Erklärungen waren vor Standesbeamten (im Ausland Konsuln) abzugeben. Die eigentliche Bearbeitung erfolgte durch die örtlichen (Unter)-Präfekturen. Formell ergingen endgültige Beschlüsse durch den Ministerrat, bzw. später königliche Verordnung. Staatsangehörigkeitssachen wurden im Amtsblatt veröffentlicht.
Erwerbsgründe
- Geburt
  - nach dem Abstammungsprinzip
    - eheliche Kinder eines albanischen Vaters. Bei Auslandsgeburt war nach Erreichen der Volljährigkeit Verzicht möglich.
    - eheliche Kinder eines staatenlosen Vaters.
    - uneheliche Kinder einer Albanerin, bei unbekanntem Vater.
    - eheliche Kinder eines ausländischen Vaters, die nach dessen Heimatrecht nicht seine Staatsangehörigkeit automatisch erwerben.

  - nach dem Geburtsortsprinzip (ius soli)
    - Findelkinder.
    - Ausländerkinder bei Inlandsgeburt, wenn sie nicht automatisch ab Geburt die elterliche Staatsangehörigkeit. erwerben.
    - Ausländerkinder bei 10-jährigem Wohnsitz, mit der Option bei Erreichen der Volljährigkeit
- Uneheliche Kinder: Vaterschaftsanerkennung oder gerichtliche Feststellung während der Minderjährigkeit des Kindes; jedoch nicht durch nachfolgende Eheschließung der Eltern („Legitimation“).
- Einheirat einer Frau, was nach Eheende fortbesteht, sofern nicht explizite Aufgabe erfolgt.
- Dienst als Beamter oder in der Armee. Als Wehrpflichtiger nur wenn 10-jähriger Aufenthalt in Albanien vorlag oder mindestens ein albanischer Großvater und Vater im Stammbaum war.

Einbürgerung
Einbürgerung auf Antrag erfolgte formell auf Beschluss des Ministerrats:
- für „verdiente Personen“ oder „ehrenhalber,“ ohne weitere Voraussetzungen
- nach einem Jahr für
  - Optanten, die Fristen zur Zeit ihrer Volljährigkeit verpasst haben
  - ethnische Albaner der Diaspora, die ins Land kommen, um dauerhaft hier zu leben
- nach 3 Jahren Wohnsitz
  - für „wichtige Dienste“
  - Ehe mit einer Albanerin
- nach 5 Jahren Wohnsitz

Neubürger hatten einen Treueeid zu leisten. Die ausdrückliche Aufgabe fremder Staatsangehörigkeiten wurde nicht verlangt.
Verlustgründe
- automatisch, falls freiwilliger, albanischerseits ungenehmigter Erwerb einer fremden Staatsbürgerschaft erfolgt. Wiedererwerb nach zweijährigem Inlandswohnsitz möglich.
- für Albanerinnen Ausländerheirat, aber nur wenn sie dadurch automatisch die Staatsbürgerschaft des Mannes erwirbt. Nach Eheende war die Wiederaufnahme bei Inlandswohnsitz innerhalb zwei Jahren durch Erklärung möglich.
- Legitimation eines unehelichen Kindes durch einen Ausländer
- unerlaubter Eintritt in einen fremden Staatsdienst (was bei Aufgabe und Heimkehr innerhalb eines Jahres rückgängig gemacht werden konnte)
- Verzicht, auf Antrag
  - genehmigte Annahme einer fremden Staatsbürgerschaft, bei verpflichtender Verlegung des Wohnsitzes ins Ausland
  - im Ausland geborenen Albaner, die bei Erreichen der Volljährigkeit dort leben und eine zusätzliche Staatsangehörigkeit nachweisen können

Eine Entziehung oder Verlust wegen langem Auslandsaufenthalt war nicht vorgesehen.

### Völkerrechtliche Verträge
Verträge zu Staatsangehörigkeitsfragen schloss man:
- mit der Türkei am 3. März und 12. Dezember 1925. Geregelt wurde die Staatsangehörigkeit nach Wohnsitz, d. h. wer aus Albanien stammte, aber in der Türkei wohnte, blieb Türke; wer in Albanien lebte, Albaner.[6] Dazu gab es Optionen für Personen über 18 innerhalb eines Jahres zu wechseln, dann aber verpflichtend umzusiedeln. Bei Auslandswohnsitz in Drittstaaten war innerhalb sechs Monaten eine Wahl zu treffen.[7]
- mit Griechenland am 13. Oktober 1926, der die Minderheitenschutzerklärung von 1920 mit einschließt sowie am 10. November 1928. Griechen wurden in Albanien Geborene, die in Griechenland lebten und nach dem dortigen Gesetz vor dem 29. Juni 1913 Griechen geworden waren. Weiterhin wurden Albaner, die in Westthrakien am 6. August 1924 ihren Wohnsitz gehabt hatten, automatisch Griechen, sofern sie nicht innerhalb eines Jahres eine Option für Albanien abgaben. Sie hatten dann innerhalb drei Jahren auszureisen sowie Grundbesitz innerhalb sieben Jahren zu verkaufen. Bei Auslandswohnsitz in Drittstaaten war innerhalb zwölf Monaten eine Wahl zu treffen.
- mit den USA über Einbürgerungsfragen, am 5. April 1932.[8]
- das albanisch-bulgarische Protokoll 1932 wurde nach jugoslawischen Protesten albanischerseits nicht ratifiziert. Daraufhin wurden 1933 ca. 150 Familien aus den Dörfern Dollna und Gorna am Prespasee vertrieben.
- 1944 wurden geschätzt 20.000 Çamen von den Griechen gewaltsam aus Epirus nach Albanien vertrieben.[9] Tausende Çamen bevorzugten die nichtkommunistische Türkei als Zielland.

### Staatsangehörigkeitsgesetz 1946
Das Staatsangehörigkeitsgesetz brachte eine Verbesserung hinsichtlich Gleichbehandlung von Frauen und unehelichen Kindern. Einheiratende Frauen wurden nicht mehr automatisch Staatsbürgerinnen. Bei Ausländerheirat blieben sie Albanerinnen. Doppelte Staatsbürgerschaft wurde verboten, allerdings hatte der freiwillige Erwerb einer fremden Staatsbürgerschaft nicht mehr den Verlust der albanischen zur Folge. Parallelen zum zeitgenössischen sowjetischen Gesetz sind offensichtlich. Volljährig war man mit 18 Jahren.
Das Dekret von 1954 führten zu einer Straffung des Textes, der sich nun ganz offensichtlich an die zeitgenössischen rumänischen Bestimmungen anlehnte. Substantiell änderte man jedoch wenig. Einzig wichtig war der Wegfall der ius soli-Regeln.
In der Verfassung von 1976 wurde in § 77 festgelegt, dass für Ein- und Ausbürgerungssachen letztendlich das Präsidium der Volksversammlung zuständig ist.
Erwerbsgründe
- Geburt
  - nach dem Abstammungsprinzip:
    - beide Eltern Albaner
    - eheliche Kinder einer in Albanien gültigen Ehe, wenn ein Partner Albaner ist [seit 1954: und in Albanien lebt]
    - neu 1954: bei Auslandsgeburt mit einem albanischen Elternteil, durch Anmeldung innerhalb von fünf Jahren oder automatisch, falls nach ausländischem Recht als Albaner zu sehen
    - Kinder einer Ausländerin, wenn später festgestellt wird, dass der Vater Albaner ist/war
    - in Albanien geborene Kinder Staatenloser
    - Findelkinder, wenn bis zum 14. Geburtstag keine elterliche Staatsbürgerschaft ermittelt werden kann

Einbürgerung
Einbürgerungen lagen im Ermessen des Innenministeriums, das verdienstvolle Personen ohne Vorbedingungen einbürgern konnte. Hierzu rechneten auch Ausländer, die am Befreiungskampf teilgenommen hatten.
Voraussetzungen für einen Antrag, der Kinder unter 18 mit einschloss:
- mindestens 5 Jahre ununterbrochener Wohnsitz in Albanien
- mindestens 18 Jahre alt und arbeitsfähig
- falls möglich Nachweis der Aufgabe früherer Staatsangehörigkeit
- Nachweis, dass der Antragsteller „treuer Bürger“ werden will

Seit 1954 hatte die Verwaltung größeren Ermessensspielraum bzgl. Einbürgerungen.
Ehefrauen, seit 1954 „Ehegatten,“ hatten einen eigenen Antrag zu stellen. Ausländische Kinder, die jünger als mit 14 Jahren adoptiert wurden, konnten eingebürgert werden. Für ethnische Albaner galt keine Wartefrist oder Aufgabenachweis, für Ehepartner fiel auch die Altersgrenze weg. Neubürger hatten einen Treueid zu leisten.
Einbürgerungen konnten bei Falschangaben oder bei einer Verurteilung wegen einer Staatsstraftat innerhalb fünf Jahren widerrufen werden. Einbürgerungen, die im Krieg zwischen 7. April 1939 und 29. November 1944 erfolgt waren, wurden vom Innenministerium erneut geprüft und gegebenenfalls bestätigt; dies jedoch nicht bei einheiratenden Frauen.
Verlustgründe
- Durch Entscheidung des Innenministeriums nach mindestens 15-jährigem Auslandsaufenthalt (nach 1946) als Volljähriger und zugleich die letzten fünf Jahre bei keiner Auslandsvertretung gemeldet. Im Ausland geborene Kinder wären ebenfalls betroffen. Innerhalb zwei Jahren war Widerspruch möglich. [1954 weggefallen]
- Entziehung (minderjährige Kinder mit betroffen) falls
  - im Kriegsfalle für das feindliche Land gegen Albanien aktiv geworden (durch Innenministerium).
  - im Ausland lebend gegen die nationalen Interessen Albaniens verstoßend (durch Gerichtsentscheid).
- Aufgabe beziehungsweise Entlassung, nach Antrag ans Innenministerium, falls
  - Erwerb einer anderen Staatsbürgerschaft in Aussicht steht, diese innerhalb eines Jahres erfolgt und
  - alle Verpflichtungen gegenüber dem Staat erfüllt sind, d. h. vor allem Wehrdienst
  - volljährig; Mitspracherecht minderjähriger Jugendlicher ab 14 Jahren
  - Im Ausland geborene Albaner ab Geburt/Abstammung vor Erreichen des 25. Lebensjahres durch Erklärung
  - durch Erklärung auch im Inland lebende Albaner nicht-albanischer Volkszugehörigkeit,[12] die das Land verlassen (werden) und ihre Pflichten gegenüber dem Staat erfüllt haben

Personen im Alter von 18 bis 25 Jahren, die aufgrund Wechsel ihrer Eltern die Staatsangehörigkeit verloren hatten, können in diesem Alter auf Antrag wieder eingebürgert werden.
Das Verbot doppelter Staatsangehörigkeit hob man 1954 auf. Zugleich entfiel der automatische Verlust bei Annahme einer fremden Staatsbürgerschaft.
In Geburtsurkunden und standesamtlichen Registern wird auch einen „Nationalität“ vermerkt, wodurch Angehörige der nationalen Minderheiten, die etwa drei Prozent der Bevölkerung ausmachen kenntlich werden.

## Seit 1991
Die neuen Verfassungsgesetze von 1991 bestimmten, dass nun der Präsident Staatsangehörigkeitssachen gegenzuzeichnen hat. Die 1993 erfolgte Erweiterung um Grund- und Bürgerrechte bestimmt in § 24, dass die Staatsbürgerschaft nicht entzogen werden darf. Schutz der Albaner im Ausland erhielt ebenfalls Verfassungsrang. Seit 1992 war diesen Besitz einer zweiten Staatsbürgerschaft erlaubt.
Die Verfassung von 1998 ging etwas weiter: Sie verlieh zusätzlich jedem Kind mit nur einem albanischen Elternteil die Staatsbürgerschaft ab Geburt.
Von 1992 bis 1997 war die Verwaltung bei Einbürgerungen vergleichsweise großzügig. Das änderte sich ab 1998/99, als rund 375.000 Kriegsflüchtlinge aus dem Kosovo (vorübergehend) ins Land strömten.

### Staatsangehörigkeitsgesetz 1998
Weiter reformiert wurde durch ein neues Staatsangehörigkeitsgesetz. Die Regeln erfüllen alle Vorgaben der Staatenlosenkonvention 1961 und des Europäischen Übereinkommens über die Staatsangehörigkeit. Doppelte Staatsangehörigkeit ist nun uneingeschränkt erlaubt.
Instanzenzug
Anträge sind an die örtlichen Dienststellen des Innenministeriums zu richten. Eingeführt wurden konkrete Bearbeitungsfristen, so ist ein unvollständiger Antrag innerhalb eines Monats zurückzugeben, ansonsten in sechs Monaten zu bescheiden. Formal in Kraft treten Einbürgerungen durch Unterschrift des Präsidenten, die innerhalb drei Monaten nach Vorlage vom Ministerium zu erfolgen hat. Das Bezirksgericht von Tirana ist zentral zuständige Gerichtsinstanz.
Neubürger müssen einen Treueid leisten. Positiv beschiedenen Anträge werden dem Justizministerium gemeldet, das die Veröffentlichung im Amtsblatt und Eintrag im standesamtlichen Register veranlasst.
Erwerbsgründe
- ab Geburt:
  - mit zwei albanischen Eltern
  - bei Inlandsgeburt und einem albanischen Elternteil, oder
  - Auslandsgeburt mit einem albanischen Elternteil, wenn sich die Eltern einigen, dass eine eventuelle anderer Staatsbürgerschaft nicht gilt, oder
  - Kind eines legal im Lande lebenden Ausländerpaares, auf deren gemeinsamen Antrag, oder
  - Findelkind, falls bis zum Alter von 14 Jahren keine fremde Staatsbürgerschaft nachgewiesen werden kann, oder
- Adoption

Einbürgerungsvoraussetzungen
- Volljährigkeit, 18 Jahre
- Mindestens 5 Jahre legaler Wohnsitz im Lande; verkürzt auf 3 Jahre für albanisch-stämmige (bis zweite Generation)
- Nachweis von Einkommen und Unterkunft
- keine Vorstrafen wegen Taten, die mit 3 Jahren Haft bestraft werden, weder im Heimatland oder Albanien, Ausnahmen für politische Vergehen
- grundlegende albanische Sprachkenntnisse

Ehepartner ohne weitere Voraussetzungen, außer Einkommen, nach drei Jahren Ehe und einem Jahr Wohnsitz im Lande. Jugendliche von 14 bis 18 Jahren, deren Eltern sich einbürgern lassen haben ein Mitspracherecht für ihre Person.
Bei Falschangaben im Antrag kann eine Einbürgerung widerrufen werden.

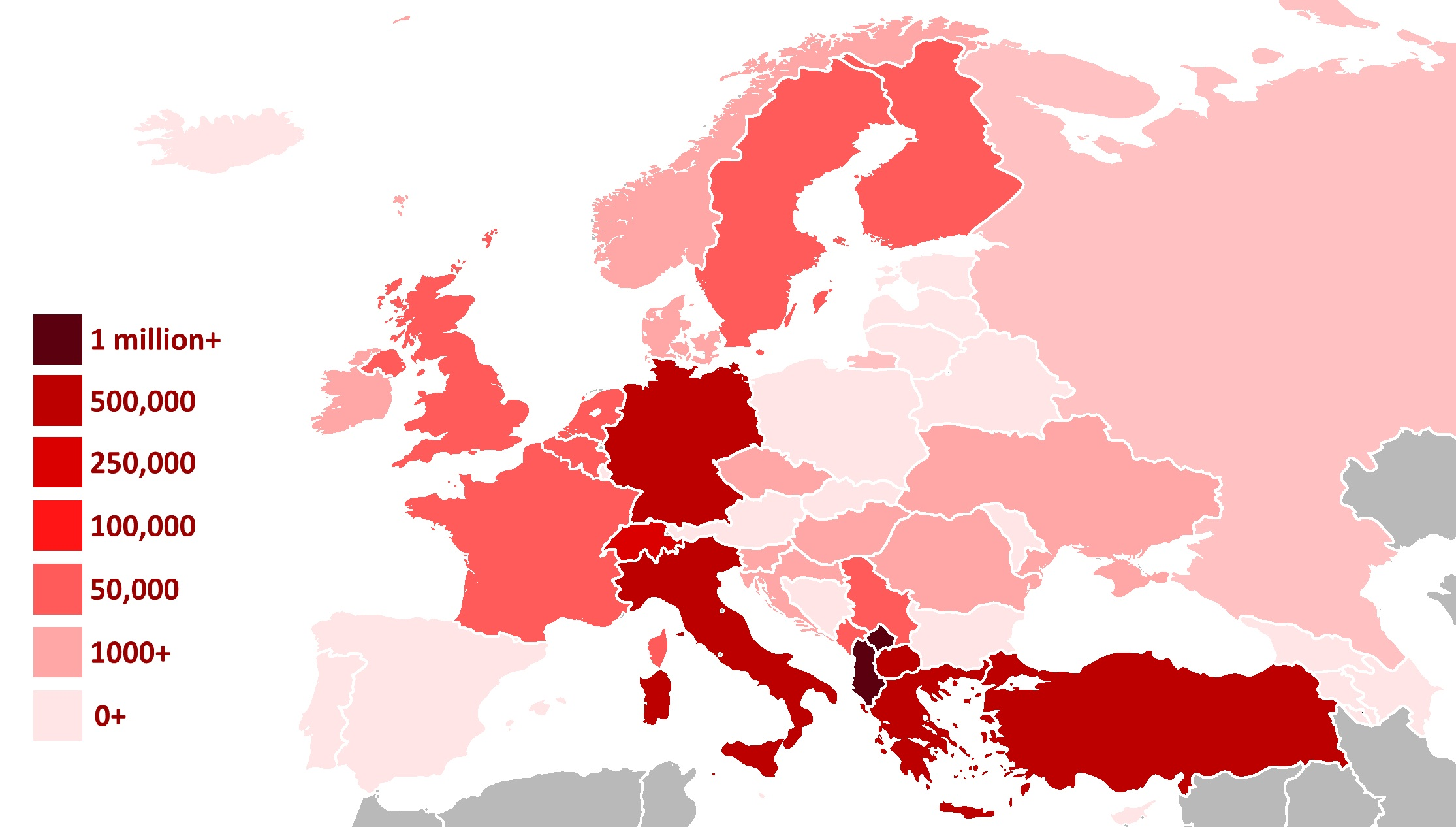
Albanische Diaspora in Europa und der Türkei, 2009.

Im Gegensatz zu den meisten Nachbarländern war die ethnische Komponente der Staatsbürgerschaft, d. h. Staatsbürgerschaft für im Ausland lebende Albanischstämmige, bis 2013 kaum ausgeprägt. Eine Verordnung änderte dies für Auslandsalbaner, sofern diese nicht im Kosovo wohnen. Nun konnten Abstammungsalbaner ausländischer Staatsangehörigkeit mit einem albanischen Elternteil die Staatsangehörigkeit auf Antrag innert 30 Tagen erhalten. Geschätzt anderthalb Millionen Kinder von seit 1991 emigrierten Albaner haben einen Anspruch.
Verlustgründe
- Entlassung auf Antrag, falls
  - Auslandswohnsitz, und
  - es tritt keine Staatenlosigkeit ein, und
  - es ist kein Strafverfahren anhängig für eine Tat die mit mehr als 5 Jahren Haft bestraft werden kann, und
  - Erfüllung aller (Zahlungs-)Pflichten gegenüber Staat, Justiz und Privatpersonen.
- Minderjährige Kinder, deren beide Eltern die albanische Staatsbürgerschaft aufgeben, wenn dies ausdrücklich verlangt wird.
- Adoption durch Ausländer

### Staatsangehörigkeitsgesetz 2020
Durch das Staatsangehörigkeitsgesetz 2020 wurden das Gesetz von 1998 und die Verordnung von 2013 aufgehoben. Für nicht-ethnische Albaner sind die Einbürgerungen deutlich erschwert, für Volkszugehörige und Flüchtlinge erleichtert. Zu letzteren gehören auch die 4158 in den Jahren 2013 bis 2016 aus dem Irak aufgenommenen Mitglieder der iranischen Volksmudschahedin, die 2021 die Anwartszeit erfüllt haben.
Die wichtigsten Neuerungen sind:
- Verlängerung der Wartezeit für normale Einbürgerung auf 7 Jahre
- Erfordernis von Einkommen und Sprachkenntnissen als Einbürgerungsvoraussetzung
- erleichterte Einbürgerung für anerkannte Asylanten
- Einbürgerungsmöglichkeiten für „Abstammungsalbaner“ bis in die dritte Generation
- Möglichkeit des Entzugs für Staatsfeinde

Vorbestrafte bleiben nach den bisherigen Regeln von der Einbürgerung ausgeschlossen. Die gilt auch, wenn der Neubürger die Interessen oder „nationale Sicherheit“ Albaniens gefährden könnte.
Verdiensteinbürgerungen ohne Vorbedingung bleiben möglich. Die beschleunigte Einbürgerung für Ehepartner (gleichgeschlechtliche Ehen sind 2020 noch nicht anerkannt) bleibt nach drei Jahren Ehe und einem Jahr Dauerwohnsitz im Lande auch ohne Sprachprüfung weiterhin möglich. Von Albanern adoptierte ausländische Kinder werden, sobald das Verfahren abgeschlossen ist, automatisch Albaner.

#### Staatsbürgerschaftskauf
Ein Programm zum Staatsbürgerschaftskauf für Investoren wurde seit 2012 immer wieder diskutiert; seit 2019 gab es konkrete Vorlagen. Investoren sollten im Rahmen von „Verdiensteinbürgerungen“ albanische Bürger werden können. Vor allem die Bedenken der EU im Rahmen der Beitrittsverhandlungen haben bis Mitte 2021 jede entsprechende Regelung verhindert.